# Le destin est au tournant
Pour plus de détails, voir Fiche technique et Distribution.
Le destin est au tournant (Drive a Crooked Road) est un film noir américain coécrit et réalisé par Richard Quine, sorti en 1954.

## Synopsis
Eddie Shannon est un jeune mécanicien et pilote automobile de course, complexé par sa petite taille. Il pense avoir trouvé l'amour de sa vie en rencontrant la plantureuse Barbara Mathews. Sachant qu'il rêve de disputer une course de rallye en Europe et n'en aura jamais les moyens, elle lui fait rencontrer deux braqueurs qui lui proposent 15 000 dollars pour conduire une voiture après le casse d'une banque. Convaincu par Barbara, qui n'est autre que la fiancée de l'un des malfrats, Eddie accepte d'être leur chauffeur et conduit leur voiture à un train d'enfer sur une route secondaire. Mais après le casse, Barbara regrette  de l'avoir manipulé. Lorsqu'Eddie retourne voir les braqueurs, elle lui revèle la machination ...

## Fiche technique
- Titre original : Drive a Crooked Road
- Titre français : Le Destin est au tournant
- Réalisation : Richard Quine
- Scénario : Blake Edwards et Richard Quine, d'après l'histoire The Wheel Man de l'écrivain canadien James Benson Nablo (1910-1955).
- Montage : Jerome Thoms
- Musique : George Duning
- Photographie : Charles Lawton, Jr.
- Production : Jonie Taps
- Société de production et distribution : Columbia Pictures
- Pays de production :  États-Unis
- Langue originale : anglais
- Format : noir et blanc
- Genre : film noir
- Durée : 83 minutes
- Date de sortie : 
  - États-Unis : 10 mars 1954

## Distribution
- Mickey Rooney : Eddie Shannon
- Dianne Foster : Barbara Mathews
- Kevin McCarthy : Steve Norris
- Jack Kelly : Harold Baker
- Harry Landers : Ralph
- Jerry Paris : Phil
- Paul Picerni : Carl
- Dick Crockett (en) : Don